# Aderbal Caldas
Aderbal Fulco Caldas (Itapicuru, 18 de março de 1943), mais conhecido como Aderbal Caldas, é um agropecuarista e político brasileiro. É deputado estadual pelo estado da Bahia, eleito em 2018 para compor a 19.ª legislatura em seu sexto mandato. Foi vereador (1967-1979), vice-prefeito (1979-1985) e prefeito (1993-1996) do município de Olindina. É filiado ao Progressistas.